# Matthew Gidley
Pour les articles homonymes, voir Gidley.

a Compétitions nationales et continentales officielles uniquement.

b Matchs officiels uniquement.
Matthew Gidley, né le 1er juillet 1977 à Newcastle, est un joueur de rugby à XIII australien évoluant au poste de centre dans les années 1990, 2000 et 2010. Il a été sélectionné en sélection australienne avec laquelle il devient champion du monde en 2000. En club, Matthew Gidley a débuté aux Newcastle Knights en National Rugby League où il reste près de dix années, il rejoint ensuite l'hémisphère nord et la Super League en signant à St Helens RLFC. Il a également disputé des State of Origin avec la Nouvelle-Galles du Sud ainsi que le City vs Country Origin.